# محمد بادي البريك
محمد بادي البريك (مواليد 23 أكتوبر 1997) هو لاعب كرة قدم قطري لعب سابقاً مع نادي الغرافة في دوري نجوم قطر كمهاجم.